# وليم كاربنتر
وليم كاربنتر (بالإنجليزية: William Carpenter)‏ (31 أكتوبر 1940، كامبريدج في الولايات المتحدة)؛ شاعر وروائي أمريكي.